# تشارلز إتش كولتون
تشارلز إتش كولتون (بالإنجليزية: Charles H. Colton)‏ هو كاهن كاثوليكي أمريكي، ولد في 15 أكتوبر 1848 في نيويورك في الولايات المتحدة، وتوفي في 9 مايو 1915 في بوفالو في الولايات المتحدة.